# Enrico Dante
Enrico Dante (ur. 5 lipca 1884, Rzym – zm. 24 kwietnia 1967, Rzym) – włoski duchowny katolicki, wysoki urzędnik Kurii Rzymskiej – sekretarz Świętej Kongregacji Obrzędów, kardynał.

## Życiorys
Odbył studia na Papieskim Uniwersytecie Gregoriańskim w Rzymie oraz przy Trybunale Roty Rzymskiej. 3 lipca 1910 przyjął w Rzymie święcenia kapłańskie. Był wieloletnim wykładowcą Papieskiego Athenaeum "De Propaganda Fide" w Rzymie. W 1913 został mianowany oficjałem w Świętej Penitencjarii Apostolskiej, a w marcu 1914 członkiem Kolegium Ceremonii Papieskich. Od października 1923 był substytutem-adiunktem, a od września 1930 substytutem w Kongregacji ds. Rytów; od maja 1943 podsekretarz w Kongregacji Ceremonii. W maju 1943 został mu nadany tytuł papieskiego prałata domowego.
Od czerwca 1947 prefekt Ceremonii Papieskich, następnie prosekretarz (styczeń 1959) i sekretarz (styczeń 1960) Kongregacji ds. Rytów; 28 sierpnia 1962 został mianowany arcybiskupem tytularnym Carpasia, sakry biskupiej udzielił mu w Rzymie papież Jan XXIII 21 września 1962 roku. Kolejny papież, Paweł VI, wyniósł go do godności kardynalskiej; 22 lutego 1965 otrzymał tytuł kardynała-prezbitera Sant'Agata de’ Goti.
W latach 1962–1965 brał udział w obradach Soboru Watykańskiego II.